# フアン・カルロス・オネッティ

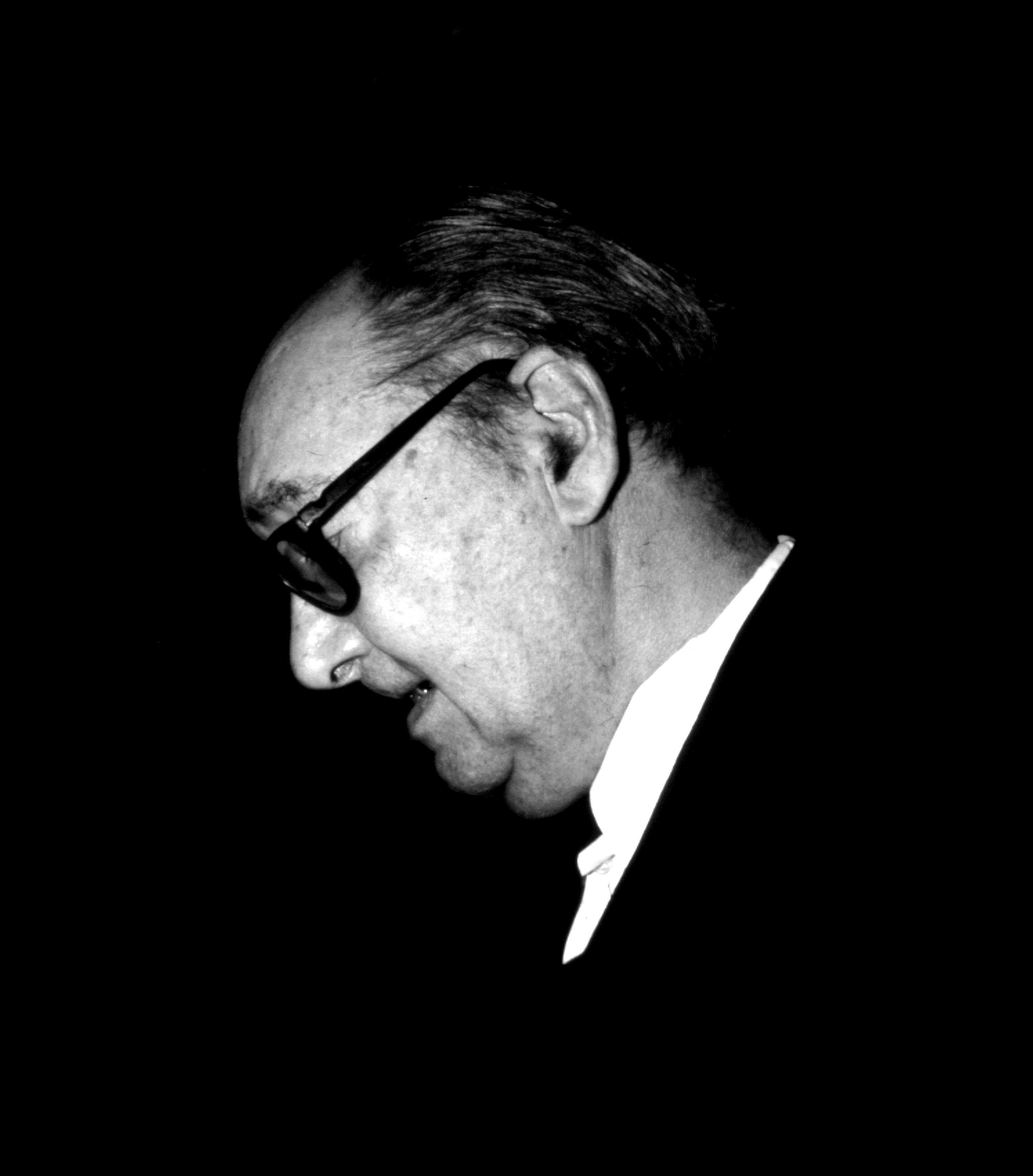
Juan Carlos Onetti (1981)

フアン・カルロス・オネッティ・ボルヘス（Juan Carlos Onetti Borges、1909年7月1日 - 1994年5月30日）はウルグアイの小説家。

## 生涯
1909年にウルグアイのモンテビデオに税関職員の子として生まれる。高校を中退して放浪をはじめ、転職を繰り返した。21歳で自らの従姉妹と結婚し、アルゼンチンの首都ブエノスアイレスに渡る。長男ホルヘを授かるがほどなくしてオネッティ夫婦は離婚。このころから創作活動を開始し、いくつかの習作をブエノスアイレスの新聞に発表する。25歳になったのを機にモンテビデオに戻り、別の従姉妹と結婚する。1939年より、創刊されたばかりの週刊紙『マルチャ』（Marcha）にて、筆名を使ってコラムを発表するようになる。
1939年に中編小説『井戸』を発表するが、ごく親しい知人や一部の作家たち賞賛を得ただけで、発行された500部のほとんどが売れ残った。1941年にロイター通信モンテビデオ支局に職を得、1943年からはブエノスアイレス支局に勤める。1945年にみたび結婚し、一女にめぐまれる。
1950年に発表した長編『はかない人生』（La vida breve）もやはり売れ行きは芳しくなかったが、一人の男が人生の悲惨から逃れるために空想した架空の街サンタ・マリアの登場するこのメタフィクション的小説は、のちにラテンアメリカ文学「ブーム」の先駆的作品として高く評価されることになる。ウィリアム・フォークナーのヨクナパトーファに直接の影響を受けたこのサンタ・マリアは、のちの作品においても重要な役割を果たす。
1955年にウルグアイに帰国し、終生のパートナーとなるドロテア“ドリー”・ムルと結婚。サンタ・マリアを舞台に、『造船所』（1961）や『屍集めのフンタ』（1964）といった小説を発表する。『造船所』は国民文学賞を獲得し、『屍集めのフンタ』はマリオ・バルガス＝ジョサ『緑の家』とロムロ・ガジェゴス賞を争うなど、徐々に国際的な評価を高めていった。
1974年、オネッティが選考委員となっていた『マルチャ』の文学賞に、ネルソン・マラ（Nelson Marra）の『ボディーガード』（El guardaespaldas）を選んだことを理由に、軍事政権に投獄、拷問されるという憂き目にあう。ガブリエル・ガルシア＝マルケスやマリオ・バルガス＝ジョサを初めとする多くの作家仲間の働きかけによって釈放されると、スペインに飛び、そのまま亡命した。亡命後もアルコール中毒と格闘しながら執筆をつづけ、1979年に大作『風に語らせろ』を発表し、批評家賞を受賞。1980年にはセルバンテス賞を受賞した。
1985年になってウルグアイに文民政権が返り咲くと時の大統領フリオ・マリア・サンギネッティが新政府の発足記念式典にオネッティを招待するが、彼はこれに感謝しつつもスペインに留まることを選んだ。
1994年、亡命先のスペインのマドリードで死亡。最後の5年間は、実質的に寝たきり状態であった。

## 日本語訳
- 『世界文学全集82 オネッティ はかない人生』集英社 1981年
  - 『はかない人生』 鼓直訳、集英社文庫 1995年
- 『オネッティ ラテンアメリカの文学5』集英社 1984年
「はかない人生 井戸 ハコボと他者」鼓直、杉山晃訳（後者2作品を担当）
- 『屍集めのフンタ』寺尾隆吉訳、現代企画室〈セルバンテス賞コレクション5〉2011年
- 『別れ』寺尾隆吉訳、水声社〈フィクションのエル・ドラード〉2013年

## 主な作品
- 『井戸』El pozo（1939）
- 『はかない人生』La vida breve（1950）
- 『別れ』Los adioses（1954）
- 『ヤーコプともう一人』Jacob y el otro（1960）
- 『造船所』El astillero（1961）
- 『屍集めのフンタ』Juntacadáveres（1964）
- 『死と少女』La muerte y la niña（1973）
- 『風に語らせろ』Dejemos hablar al viento（1979）